# Épissoir

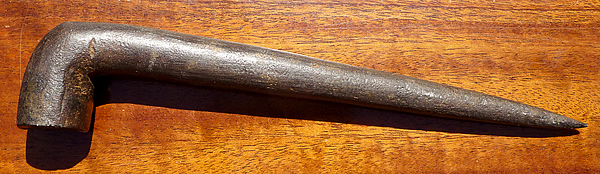
Épissoir pour câbles métalliques.

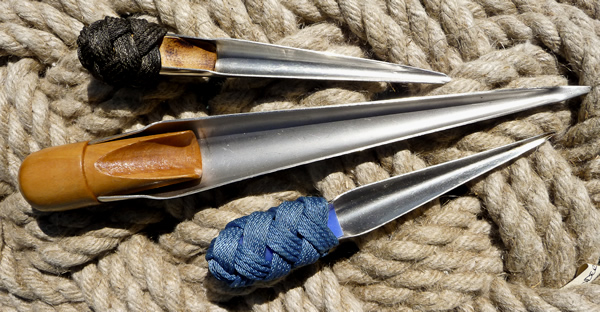
Épissoir creux dit Suédois.

Un  épissoir est un outil de marine servant à écarter les torons d'un cordage toronné ou d'un câble métallique tressé.

## Descriptif
À l'origine pièce conique allongée, pointue, polie, de bois dur (buis) ou de métal (acier) de longueur variable, suivant l'usage et en fonction du diamètre du cordage à travailler.

## Usage
Cet outil classique en matelotage sert à réaliser les épissures et les nouages tressés. Il est utilisé pour introduire un toron libre entre les autres.
Aujourd'hui pour le travail sur cordage toronné on utilise l'épissoir creux dit « épissoir suédois », cône allongé creux et pointu, formant une gouttière et réalisé généralement en tôle d'inox.
Les épissures sur câbles se pratiquent avec difficulté. Elles sont souvent remplacées par un sertissage.
Les couteaux pliants de marins possèdent généralement un épissoir métallique.

## Galerie

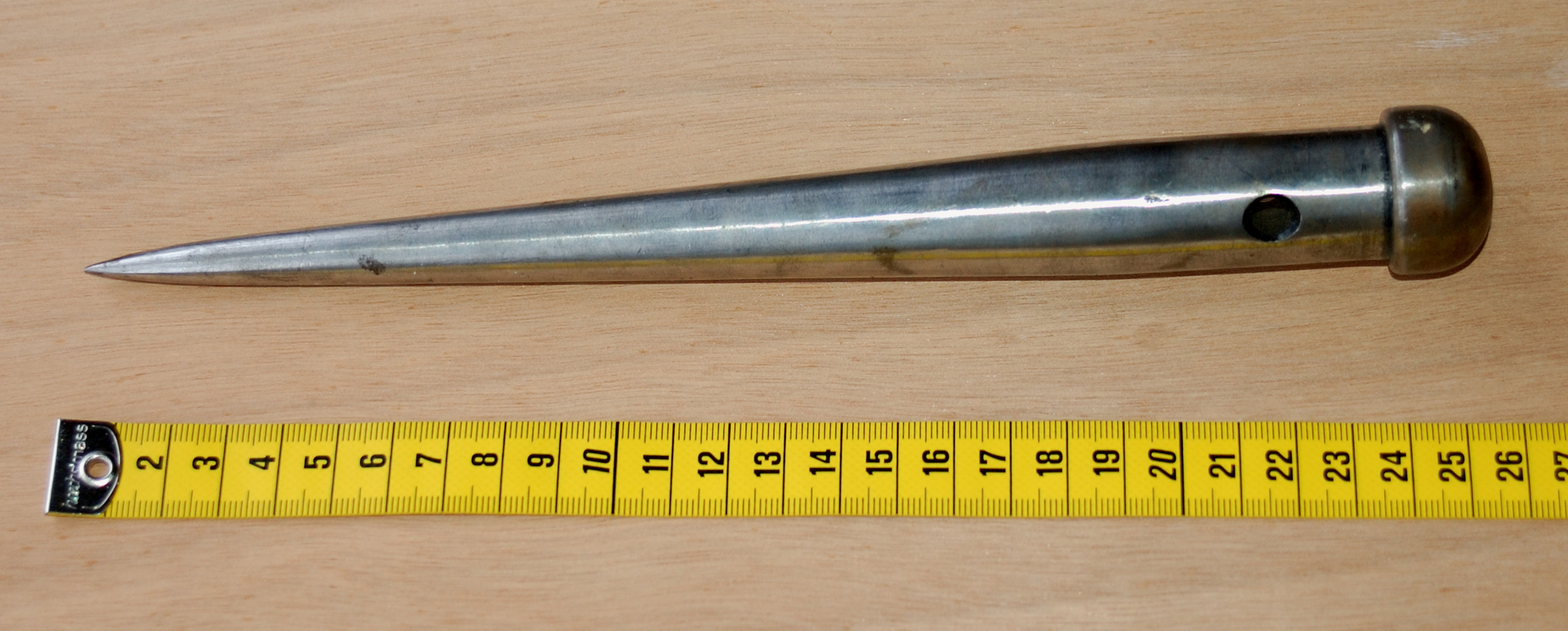
Épissoir pour câbles métalliques.
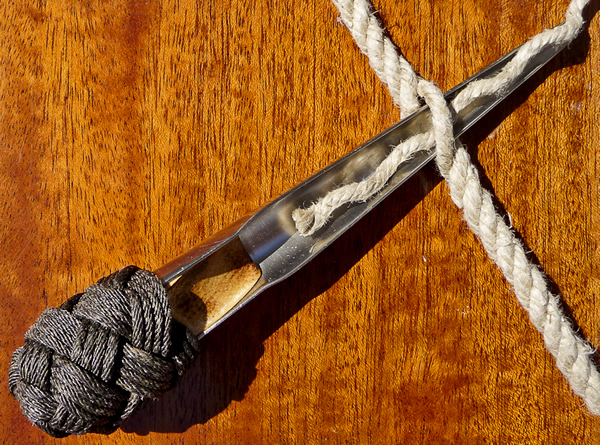
Avantage de l'épissoir Suédois, le toron libre passe dans la gouttière sous le toron fixe.
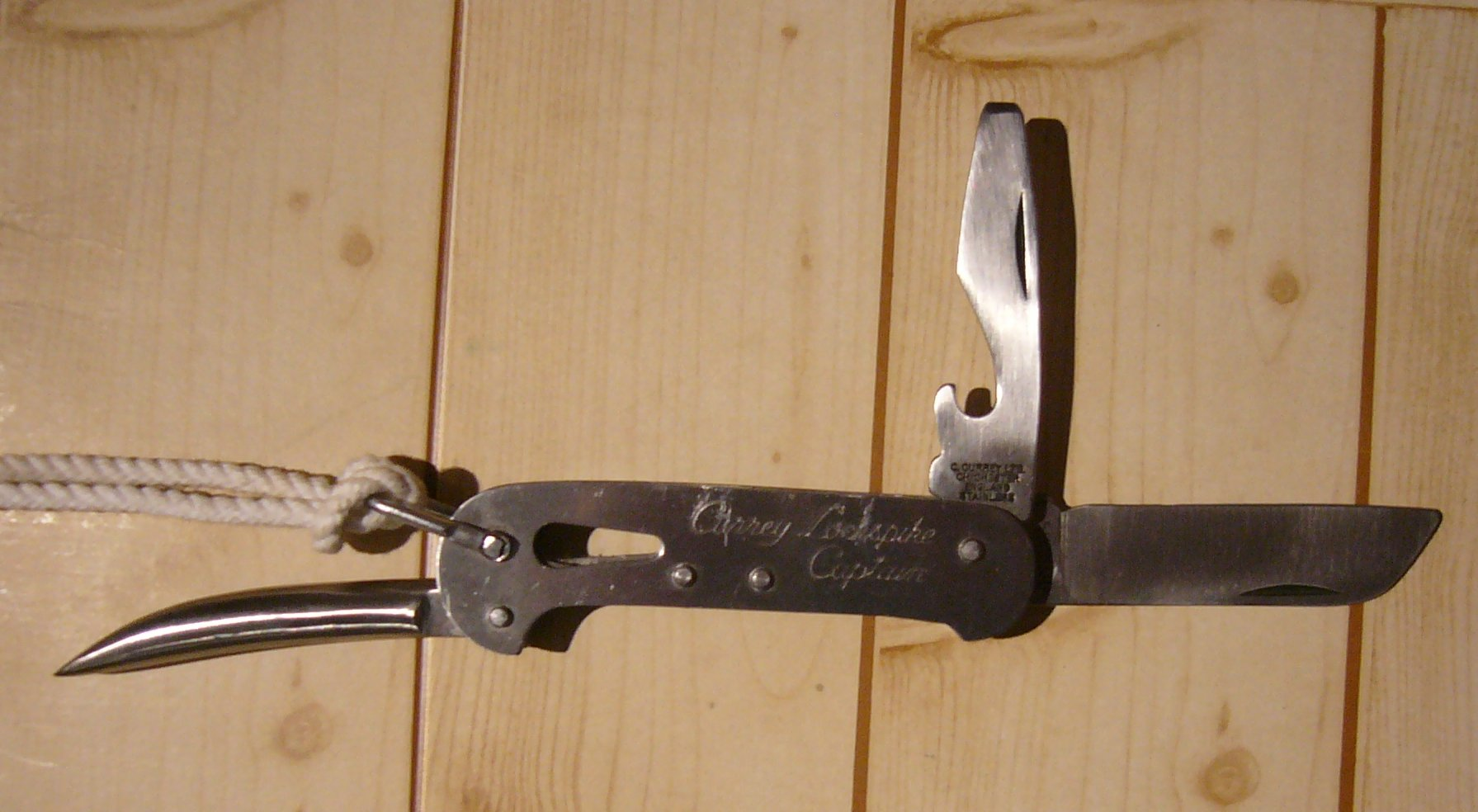
Couteau marin, l'épissoir, pièce métallique pointue ici à gauche